# Sielsowiet Licwinawiczy
Sielsowiet Licwinawiczy (biał. Ліцвінавіцкі сельсавет, Licwinawicki sielsawiet; ros. Литвиновичский сельсовет) – sielsowiet na Białorusi, w obwodzie homelskim, w rejonie kormańskim, z siedzibą w Licwinawiczach.

## Demografia
Według spisu z 2009 sielsowiety Licwinawiczy i Akciabrowa zamieszkiwało 1787 osób, w tym 1760 Białorusinów (98,49%), 18 Rosjan (1,01%), 4 Ukraińców (0,22%), 4 osoby innych narodowości i 1 osoba, która nie podała żadnej narodowości.

## Historia
1 grudnia 2009 do sielsowietu Licwinawiczy przyłączono w całości sielsowiet Akciabrowa, liczący pięc miejscowości, z których jedynie Akciabrowa była zamieszkała.

## Geografia i transport
Sielsowiet położony jest w północno-wschodniej części rejonu kormańskiego i na północ od stolicy rejonu Kormy. Największą rzeką jest Soż.

## Miejscowości
- agromiasteczko:
  - Licwinawiczy
- wsie:
  - Akciabrowa
  - Barawaja Hlinka
  - Chlauno
  - Dubrawina
  - Kazimirawa
  - Pasztowaja Hlinka
  - Rudnia
  - Studzianiec
  - Waszczanki
  - Załatamino
  - Ziatkawiczy
- osiedla:
  - Dubrależ
  - Kasialacki
  - Wazniasiensk